# Крюкова, Марфа Семёновна
Марфа Семёновна Крюкова (17 июля 1876, Нижняя Золотица, Архангельская губерния — 7 января 1954, Нижняя Золотица, Архангельская область) — русская народная сказительница. Член Союза писателей СССР. Дочь сказительницы Аграфены Крюковой.

## Биография

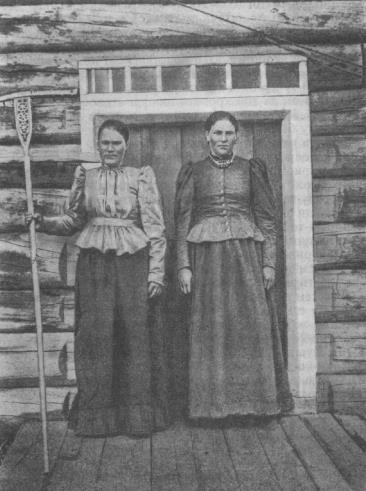
Марфа и Павла Крюковы

Родилась в деревне Нижняя Золотица Архангельского уезда Архангельской губернии (ныне Приморского района Архангельской области) в семье известной сказительницы Аграфены Матвеевны Крюковой и рыбака Семёна Васильевича Крюкова.
С 14 лет Марфа прославилась в родной деревне как песенница и сказительница. В 1899 и 1901 годах Нижнюю Золотицу посещал этнограф и фольклорист Алексей Марков. Там он записал десятки былин, песен и других текстов от матери Марфы, её деда Василия Леонтьевича, а также семь старин и два духовных стиха от самой Марфы, которые впоследствии опубликовал.
После посещения Марковым Марфа на долгое время выпала из внимания фольклористов. Выйти замуж она не смогла. После смерти матери и брата Артемия она в начале 30-х годов XX века перебралась в семью своей замужней сестры Павлы, где стала жить фактически на положении работницы.
В 1934 году Нижнюю Золотицу по совету Анны Астаховой посетил аспирант Ленинградского университета В. П. Чужимов, записавший от Марфы несколько текстов. В этом же году с ней встретилась Антонина Колотилова. Тексты М. С. Крюковой начали публиковаться в печати.
Фольклористы обратили внимание на уникальный дар импровизации Марфы Семёновны. В марте 1937 года редакция газеты «Правда» пригласила Марфу Крюкову в Москву. А. Я. Колотиловой было поручено помочь Крюковой сочинить произведения о советской власти. Результатом поездки стали плач о Ленине «Каменна Москва вся проплакала», опубликованный 9 сентября того же года в газете «Правда» и затем неоднократно переиздававшийся, и новина «Слава Сталину будет вечная», вошедшая в сборник редакции «Правды» «Творчество народов СССР». В том же году Марфа Крюковой была сочинена былина о Отто Шмидте, в которой она назвала его богатырём Поколен-борода.
В дальнейшем Марфой Крюковой было сочинено множество былин о новом времени, которые она назвала «новинами». Их героями стали «филостох-мудрец» Михаил Ломоносов, Климент Ворошилов, Василий Чапаев, Максим Горький и другие. Также фольклористами было записано более 150 русских былин в оригинальном изложении Марфы Семёновны.
В апреле 1938 года Союз советских писателей командировал Крюкову на Кавказ. В Тбилиси она посетила выставку Шота Руставели, в Гори — дом, где родился Сталин. Именно там сказительница начала складывать пропеваньице-новину о Сталине. Марфа Семёновна также побывала в Батуми и в Баку.
9 августа 1938 год она была принята в члены Союза писателей СССР.
В 1939 году в родной деревне для Марфы Крюковой был построен новый дом. В этом же году — награждена орденом Трудового Красного знамени.
Скончалась Марфа Крюкова 7 января 1954 года. Некролог о её смерти был напечатан в «Литературной газете» 9 января.

## Награды
- орден Ленина (16.07.1946)
- орден Трудового Красного Знамени (31.01.1939)
- медаль